# I'm Glad
I'm Glad is een nummer van de Amerikaanse zangeres Jennifer Lopez uit 2003. Het is de derde single van haar derde studioalbum I'm Glad.
"I'm Glad" leverde Lopez een wereldwijde hit op. Het bereikte in bescheiden 32e positie in de Amerikaanse Billboard Hot 100. In de Nederlandse Top 40 had het meer succes met een 6e positie, terwijl het in de Vlaamse Ultratop 50 een 30e notering haalde.